# Senegal na Mistrzostwach Świata w Lekkoatletyce 2009
Senegal na Mistrzostwach Świata w Lekkoatletyce – reprezentacja Senegalu podczas czempionatu w Berlinie liczyła 4 sportowców.

## Występy reprezentantów Senegalu

### Mężczyźni
- Bieg na 800 m
  - Abdoulaye Wagne z czasem 1:48,22 zajął 32. miejsce w eliminacjach i nie awansował do kolejnej rundy

- Skok w dal
  - Ndiss Kaba Badji z wynikiem 7,98 zajął 18. miejsce w eliminacjach i nie awansował do finału

### Kobiety
- Bieg na 400 m
  - Fatou Bintou Fall z czasem 54,46 zajęła 30. miejsce w eliminacjach i nie awansowała do kolejnej rundy
  - Amy Mbacke Thiam z czasem 51,70 zajęła 14. miejsce w półfinale i nie awansowała do kolejnej rundy